# 野ブタ。をプロデュース
『野ブタ。をプロデュース』（のブタをプロデュース）は、日本の小説家・白岩玄の小説。『文藝』2004年冬季号に掲載、同年11月17日に河出書房新社より刊行された。高等学校を舞台に、これまで「人生はつまらない。この世の全てはゲームだ」と考えていたクラスの人気者・桐谷修二が、突如自分の高校に転校して来た典型的ないじめられっ子・通称「野ブタ」こと小谷信太を人気者にプロデュースしていく。物語は終始修二の語りで進行し、男子高校生の殺伐とした人間関係をコミカルに、そして生々しく描く。第41回（2004年度）文藝賞受賞作、第132回芥川賞候補作。2005年10月期にテレビドラマ化された。

## ストーリー
高校生の桐谷修二は、大した努力もせずになんでもこなせる文武両道な人気者。優秀さに驕り、表向きは仲良く接している周囲の人々を、自分よりも劣る者として内心では嘲っていた。その一方で、素の自分を誰にも見せられず、恋人の上原まり子にもつい一線を引いて接してしまうことを気に病んでいた。
新学期でもない時期外れのころに、急に修二のクラスに転校生がやってきた。その転校生、小谷信太は、無口で人と関わることが苦手で、一目で「いじめられて転校してきた」とわかるような、修二からすれば底辺の部類の人物だった。当初は彼に興味を持っていなかった修二であったが、やがて信太が挙動不審さからいじめの対象になり、深刻な暴力さえ受けるようになってからは彼を気にするようになった。修二は本気で彼を心配しているわけではなかったが、退屈しのぎの「ゲーム」として、いじめられっ子の信太を人気者へと変貌させる「プロデュース」を行うことに決めた。
修二の様々なプロデュースの結果、信太へのいじめはやがてなくなった。信太は人との接し方が不器用ではあったが、根は誠実で優しい人柄であったため本当の人気者となった。外面を良く見せることによって人気者の地位を保っていた修二は、素のままで周囲からの支持を得る野ブタに嫉妬さえ感じるようになった。
とあるトラブルから修二は友人たちからの信頼を失ってしまう。そのとき初めて修二は、自分が内心で抱いてきた周囲の人々に対する侮蔑が実は隠し切れていなかったこと、そのことを見抜いた上で周囲の人々は修二の幼さを黙って受け入れてくれていたことを思い知る。そしてプライドを打ち砕かれる修二。人気者と蔑まれる者、いつの間にか修二と信太の立場は入れ替わっていた。
修二はまり子や信太からのとりなしを拒み続けて孤立し、その後転校していった。新しい学校で、今度は自分自身を「プロデュース」し、誰にも見破られないよう完璧な人気者を演じ切るのだと誓う修二。素の自分を殺して生きることで二面性をより強くしてしまうのだった。

## 登場人物
桐谷修二（きりたに しゅうじ）
本作品の主人公。高校2年生。文武両道でなんでも上手くこなせる人気者で、誰からも好かれるキャラクターを演じているが、内心では自分よりも劣る周囲の人々を見下している。皆の上に立つ「人気者」という立場に強いこだわりを持っている反面、そのための背伸びをした態度に窮屈さを感じてもいる。学校だけでなく、家庭内でも猫をかぶっており、両親不在時の自宅でしか気の休まることがない。
小谷信太（こたに しんた）
修二のクラスにやってきた時期外れの転校生。修二の勘違いから野ブタが愛称になる。転校当初は脂ぎった伸ばしっぱなしの髪などの不潔な容姿や、挙動不審な態度から非常に気持ち悪がられていた。ほどなくして不良たちからいじめの対象とされ深刻な暴力を受けていたが、修二の「プロデュース」によって救われ、人気者となる。前の学校でいじめに遭ったことが転校の原因であり、それが原因で人付き合いが異常に下手になってしまっていたが、本来の性格は穏やかで誠実。どん底の状況からプロデュースして救ってくれた修二を恩人として慕っている。修二にトラブルが起こった後も、悪い噂を信じずに一途に修二を信じ続け、彼を支えようとするが、修二が引越してしまう。
上原まり子（うえはら まりこ）
才色兼備で、学年のマドンナ的存在。周囲からは修二の恋人と思われているが、実際には恋人ではない。修二の一線を引いているような素っ気無い態度に悩んでいた。修二にトラブルが起こった後も、悪い噂を信じずに一途に修二を信じ続け、彼を支えようとする。

## 書籍情報
- 『野ブタ。をプロデュース』（著：白岩玄、2004年11月17日、河出書房新社、ISBN 4-309-01683-9）
- 『野ブタ。をプロデュース』（著：白岩玄、2008年10月7日、河出文庫、ISBN 978-4309409276）

## 漫画
森脇葵著により、『デザート』（講談社）にて2005年12月号から2006年2月号まで連載された。内容はテレビドラマではなく、小説のコミカライズ。

### 書誌情報（漫画）
- 原作：白岩玄、漫画：森脇葵『野ブタ。をプロデュース』講談社〈デザートKC〉、2006年2月13日発売[2]、ISBN 978-4-06-365372-4

## テレビドラマ
2005年10月15日から12月17日まで毎週土曜日21:00 - 21:54に、日本テレビ系「土曜ドラマ」で放送された。亀梨和也と山下智久の共演であり、堀北真希の出世作としても知られている。

### 本放送
『ザテレビジョン』誌主催の第47回ザテレビジョンドラマアカデミー賞で最優秀賞作品等6部門を獲得。亀梨と山下の演じる「修二と彰」はユニットとしてリリースした主題歌シングル「青春アミーゴ」がミリオンヒットし、2005年のオリコンチャート年間1位を獲得した。
原作では男子であった「野ブタ」が女子に変更されている。そのことからストーリーの展開も大幅に変わり、原作に登場する人物もテレビドラマ版ではほとんど登場しない。また、彰はテレビドラマ版のオリジナルキャラクターであり、原作には登場しない。
ドラマ版では「希望の持てるラストにしたい」という製作サイドの意向のもと、原作とは異なった世界観・ストーリー展開がなされている。毎回一話一話に何かしらのメッセージが含まれており、修二・彰・野ブタの3人が内面的な葛藤と成長を経験し、友情を育んでいく過程を描いている。そのため、中盤からクラスの間での人気取りから3人の間の関係に重点が置かれている。
いじめられっ子を修二がプロデュースする、というところは同じだが、小谷が女子高生という設定により女子としての魅力を高めるという方向のプロデュースが多い。最初単なる受けの良さや軽いノリで始まったプロデュース作戦から、三人それぞれの物事に対する思いが垣間見え、普遍的な教訓を感じ取る。小説では修二は常に物事を斜に構えて見る存在として描かれているが、ドラマでは冷たいように見えて人が好きで、他の人を気遣いすぎるあまり愛想よく表面的に振舞ってしまうという性格設定がなされている。そんな修二が野ブタのプロデュースを通して自分を見つめなおすという方向で話を進めている。

### 特別編
2020年4月11日から開始予定であった『未満警察 ミッドナイトランナー』が新型コロナウイルス感染拡大の影響で6月27日に延期された事態を受け、同日から6月20日まで毎週土曜日22:00 - 22:54に、全10回の「特別編」として再放送された。4月18日、6月13日の放送内では、亀梨・山下からの緊急メッセージも挿入された。

### 作品概要
ドラマの前半（第1話 - 第6話）では「教室」という独特のルールや移ろいやすい価値観、いじめという現実が存在する場所で、どのように自分を魅力的に見せ、自分の居場所を確立していくかという点を基調にしつつ様々なプロデュース作戦を展開する。表面的にしか人と接しなかった修二が、不器用だがひたむきな信子、自分に正直な彰とのかかわりの中で、徐々に心情に変化が現れる様子が描かれている。
後半（第7話 - 最終話）から修二自ら作り上げた「桐谷修二」と現実の乖離、彰の信子への想い、いじめの犯人（蒼井）との対決が絡んでくる。その中で3人が戸惑い傷つき、翻弄されながらも、互いを信じ友情を育んでいく過程を描いている。

### キャスト

#### 私立隅田川高等学校

##### 主要生徒
桐谷修二（きりたに しゅうじ）
演 - 亀梨和也
本作品の主人公。2年B組の生徒。誕生日は11月1日。表向きは明るく面倒見が良くて誰からも好かれるが、実は何事もゲーム感覚の冷めた性格で、自分のポジションを得るために人気者のキャラクターを演じており、常に打算的な言動で自身のイメージ作りに腐心している。彰と信子との出会いによって、今まで着けていた「仮面」を外し、自分に正直に生きていく。正直な気持ちを告げるがゆえにフッてしまった、まり子のために教室で「海岸」を作り、最後の想い出づくりをするなど、本当は人に優しい少年。最終話で転校する。物語は修二の目線で語られていく。
草野彰（くさの あきら）
演 - 山下智久（特別出演）
2年B組の生徒。修二の親友と称し、修二にまとわりつく。性格は基本的におおらかだが、優柔不断でおっちょこちょい。喧嘩が強い。口癖は「～だっちゃ」「なのよ〜ん」「コン!」。正義感が強く自分なりのルールを持っており、思ったこと感じたことがそのまま発言や行動に出る性格で、いつも周囲との兼ね合いを気にする修二とは対照的。一方、クラスでも一人浮いた存在で、父親が会社社長という恵まれた環境で育ったがゆえに「やりたいことがない、今まで楽しいと思ったことがない」と述べる。そこで修二を強引に誘って信子のプロデュースを開始。父親の旧友である平山の家（豆腐屋）に居候しており、そこを修二や信子とともに溜まり場として、飲み物としていつも二人に豆乳（彰はマメチチと呼ぶ）を振舞う。物語の中盤から、信子に恋心をいだくようになる。最終話では、修二が転校先に登校する前日に同じ学校へと転校してくる。
また、彼は原作には登場しないテレビドラマ版のオリジナルキャラクターである。
小谷信子（こたに のぶこ）
演 - 堀北真希（幼少期：森迫永依）
2年B組の生徒。転校生で地味な冴えない少女。破れたネクタイを修二がブタのワッペンで修繕したことから野ブタと呼ばれる。暗い性格で小学生のころからいじめを受けてきたが、それは継父との不仲にも起因する。家は狭いマンションで経済的にも恵まれていない。重度の吃音を抱えており、かなりどもり気味だが、修二や彰とのかかわりの中で徐々に治っていく。無口で笑顔がなく、自分を魅力的に見せることをしないが、修二や彰とのかかわりの中で徐々に心を開いていく。話が進むにつれ、不器用だがひたむきな性格や、他人を思いやる優しさや、前向きで逞しい面を見せるようになり、最初はゲーム感覚だった修二のプロデュースに対する姿勢や表面的な付き合いしかできない修二の性格にも影響を与えていく。
最終話で修二の転校を知ってショックを受けるが笑顔で送り出すために奔走する。
上原まり子（うえはら まりこ）
演 - 戸田恵梨香
2年A組の生徒。女子バスケットボール部のキャプテンで、学校のマドンナ的存在。常に周囲の人に優しく誠実に接する。人の噂や意見に一喜一憂することがない、芯の強い性格。
修二とは誰もが羨む美男美女のカップルだが、本心を見せない修二に対して不安を抱いている。付き合わなくなった後も修二に弁当を作ってあげるなど気遣っていた。また、蒼井の本性を知り、打ちのめされた信子を慰め、友達になる。

##### 教職員
横山武士（よこやま たけし）
演 - 岡田義徳
修二、彰、信子たちの担任（国語教師）。「えー」と言いながらズボンのベルトを上げるのが癖。過去には詩集を自主制作していたが、自身の生活を考えて教師になった。
頼りなげな小心者だが、生徒を温かく見守っており「教師の仕事は好き」らしい。
酔った勢いで家原に辞表を提出したことがあり（おまけに殴っている）、生徒らの署名により辞任は免れた。
早乙女（さおとめ）
演 - 木村祐一
体育教師。いつも竹刀を持つ強面。通称「セバスチャン」。下の名前は不明。
不良だった時期にも自分を見捨てなかった母を大切にしている。
家原靖男（いえはら やすお）
演 - 不破万作
校長。
黒木広子（くろき ひろこ）
演 - たくませいこ
数学教師。
佐田杳子（さだ ようこ）
演 - 夏木マリ
魔女のようなスタイルをした教頭兼美術教師（通称「キャサリン」）。
神出鬼没。おどろおどろしい雰囲気を持っているが、生徒たちの状況をよく把握しており、修二たちに教訓を与える。

##### 2年B組 生徒
蒼井かすみ（あおい かすみ）
演 - 柊瑠美
信子の初めての友達。クラスでは目立たない世話好きな普通の女の子だが、実は信子のビデオテープを再生不能にしたり、お化け屋敷を破壊するなどの嫌がらせを行っていた。信子が水族館で助けた老人は自分の祖父だと嘘をつき信子に近づくが、それは信子をさらに追い詰め、修二と彰を追い落とす腹つもりでプロデュースに加わる。しかし後にまり子に正体がばれてしまい、信子に本性を見せる。一時信子を登校拒否にしてしまうが、信子が復帰し、逆に自分が追い詰められることになる。
明石博之（あかし ひろゆき）
演 - 田上尚樹
クラスメイトからはそのまま「アカシ」と呼ばれる。目立った行動はしないが、明るくノリのいい好青年。
井上美咲（いのうえ みさき）
演 - 田島穂奈美
優しく明るい性格で誰にでも愛想が良い。カラオケ好き。
植木誠（うえき まこと）
演 - 若葉竜也
色々と知ったかぶりをするので「シッタカ」と呼ばれる。信子に恋心を抱いていることに気づいた修二は、2人をデートさせてプロデュースしようとするが、デート中に助けた老人の吐いた物が付着した信子の手を拒否してしまい、そのことを信子に嫌悪されてしまう。
遠藤文太（えんどう ぶんた）
演 - 山根和馬
クラスの硬派不良軍団3人のリーダー的存在。坊主頭とピアスが特徴で、常に難しい顔をしながら両手を組んでいることが多い。修二たちが「野ブタ。キーホルダー」を製作・販売する際に、「願いが叶う」というウワサを広めるため、ちえとくっつけた。それ以降はちえと付き合っているらしく、昼休みに一緒に弁当を食べている。実はアクロバットが得意。
大石里恵（おおいし りえ）
演 - 宮沢麻衣
河合哲司（かわい てつじ）
演 - 飯田貴昭
木村愛里（きむら あいり）
演 - 楯真由子
近藤利晃（こんどう としあき）
演 - 末高斗夢（現・三遊亭とむ）
隅高「お笑い研究会」に所属するお笑いコンビ・「デスティニー」のボケ担当。
佐伯奈美（さえき なみ）
演 - 亜希子
佐藤学（さとう まなぶ）
演 - 川口渉
ガリ勉で｢トーダイ｣と呼ばれている。
高田由佳（たかだ ゆか）
演 - 三浦葵
谷口健太（たにぐち けんた）
演 - 大東俊介（現・大東駿介）
通称「タニ」。吉田や修二と同じグループにいる。強気な性格で意思表示がはっきりしている。他校の不良高校生3人組に絡まれ暴行を受け、ケガをしたところを修二が目撃したが、クラスメートと気づかず助けなかったことで谷口は修二を責め、修二はクラスで孤立するようになった。その後修二が不登校になった信子を学校に登校させるため、クラスメートのメッセージをビデオに撮って届けたいと提案した時は即座に受け入れた。これもあって信子はまた登校するようになった。修二のこの行動が見直されたのか、その後修二はタニらグループの面々と和解した。
手塚真吾（てづか しんご）
演 - 広瀬剛進
昆虫オタクの変わり者。1年生の時「114」の日に告白相手から水をかけられて以来、昆虫に夢中になるようになった。ほとんどのクラスメートからは無視されている。
長谷川俊明（はせがわ としあき）
演 - 渡辺敬介（当時ぼれろ）
隅高「お笑い研究会」に所属するお笑いコンビ・「デスティニー」のツッコミ担当。
沼田真弓（ぬまた まゆみ）
演 - 高瀬友規奈
野村明美（のむら あけみ）
演 - 奈津子
橋本麗子（はしもと れいこ）
演 - 斉藤友以乃（現・友稀サナ）
坂東梢（ばんどう こずえ）
演 - 水田芙美子
上記の4人は信子を転校初日から敵視し、いじめていた。坂東が信子を「114」の日に認めて以降はいじめをやめ、信子が不登校になった時は学校に来るように呼びかけた。
福浦浩輔（ふくはら こうすけ）
演 - 豊岡武士
宮里亜沙子（みやさと あさこ）
演 - 辰巳奈都子
矢沢恭平（やざわ きょうへい）
演 - 立澤真明
山田ジェイムズ隆志（やまだジェイムズたかし）
演 - エリックまたひら
クラスメイトからは「ジェイムズ」と呼ばれる海外ハーフ。修二たちのグループの中にいることが多いが、特に目立った行動はしない。ハーフながら英語は苦手らしい。「114」の日を知らなかったことから、昨年その日以降からの転入生という設定になっている。
湯川瞳（ゆかわ ひとみ）
演 - 増島綾子
吉田浩（よしだ ひろし）
演 - 石井智也
修二と同じグループにいる。
和久井拓三（わくい たくぞう）
演 - 古原靖久
渡辺ちえ（わたなべ ちえ）
演 - 涌澤未来

##### 2年B組 座席表
撮影場所は東京都台東区の竜泉中学校（現在は廃校）
| 遠藤文太   | 矢沢恭平 | 佐藤学             | 木村愛里 | 高田由佳   |
| 和久井拓三 | 渡辺ちえ | 湯川瞳             | 小谷信子 | 蒼井かすみ |
| 手塚信吾   | 佐伯奈美 | 井上美咲           | 沼田真弓 | 河合哲司   |
| 福浦浩輔   | 明石博之 | 野村明美           | 橋本麗子 | 桐谷修二   |
| 草野彰     | 坂東梢   | 山田ジェイムズ隆志 | 谷口健太 | 吉田浩     |
| 宮里亜沙子 | 大石里恵 | 植木誠             | 近藤利晃 | 長谷川俊明 |
| 教壇       |          |                    |          |            |

#### 主要生徒たちの家族
桐谷悟（きりたに さとる）
演 - 宇梶剛士
修二の父（会社員）。愛妻家で、多忙な伸子のかわりに家事をこなし、子供たちによく気を配っている。
友情に厚い熱血漢。
桐谷伸子（きりたに のぶこ）
演 - 深浦加奈子
修二の母。海外を転々とした仕事をしているキャリアウーマン。
時折日本に帰国するが、すぐに海外へ行ってしまうため登場回数は少ない。
桐谷浩二（きりたに こうじ）
演 - 中島裕翔（ジャニーズJr.）
修二の弟（小学5年生）。
小谷滋（こたに しげる）
演 - 伊藤正之
信子の父（信子の母の再婚相手）。幼い信子に対して他人行儀な態度をとったことが信子の人格形成に大きな影響を与えている。
草野庄一（くさの しょういち）
演 - 升毅
彰の父（会社社長）。平山とは親友。
非常に喧嘩っ早い性格なうえ、親子喧嘩をしても彰と互角。

#### その他
ゴーヨク堂店主・デルフィーヌ
演 - 忌野清志郎
隅田高校の近くの書店の主人（隅高OB）。
本屋での立ち読みを禁止している。坂東たちが立ち読みした際は力づくで追い返したが、修二からお願いされたため、信子の立ち読みは了承した。自分で本も執筆・出版しているらしい。
台車を押して行商しており、突然現れ、去り際には含蓄の深い一言を残す。
平山一平（ひらやま いっぺい）
演 - 高橋克実
彰の下宿先の豆腐屋の主人。庄一の旧友。気さくな楽天家であり、彰の良い指南役である。
修二たちの呼び名はおいちゃん。

### スタッフ
- 原作 - 白岩玄『野ブタ。をプロデュース』（河出書房新社）
- 脚本 - 木皿泉
- 音楽 - 池頼広
- アクションコーディネーター - 剱持誠
- 演出 - 岩本仁志、北川敬一、佐久間紀佳
- 主題歌 - 修二と彰「青春アミーゴ」（ジャニーズ・エンタテイメント）[12]
- 挿入曲 - 「グリーン・ウィロー」（作曲：池頼広）
- VFXスーパーバイザー - 小田一生
- タイトル・アニメーション - 幻生社
- 協力 - NiTRo
- プロデューサー - 河野英裕、小泉守、下山潤
- 制作プロダクション - トータルメディアコミュニケーション
- 製作著作 - 日本テレビ

### 放送日程
| 各話                                                       | 放送日   | サブタイトル                   | アクションコーディネーター | 演出       | 視聴率 |
| ---------------------------------------------------------- | -------- | ------------------------------ | -------------------------- | ---------- | ------ |
| PRODUCE 1                                                  | 10月15日 | いじめられっこ転校生を人気者に | 剱持誠                     | 岩本仁志   | 16.1%  |
| PRODUCE 2                                                  | 10月22日 | （秘）キレイ大作戦             | -                          | 岩本仁志   | 14.9%  |
| PRODUCE 3                                                  | 10月29日 | 恐怖の文化祭                   | -                          | 岩本仁志   | 17.0%  |
| PRODUCE 4                                                  | 11月05日 | 恋の告白作戦                   | 剱持誠                     | 佐久間紀佳 | 16.4%  |
| PRODUCE 5                                                  | 11月12日 | 悪夢のデート                   | 剱持誠                     | 岩本仁志   | 17.1%  |
| PRODUCE 6                                                  | 11月19日 | 親と子の青春                   | 剱持誠                     | 佐久間紀佳 | 17.7%  |
| PRODUCE 7                                                  | 11月26日 | 女を泣かす男                   | -                          | 岩本仁志   | 16.7%  |
| PRODUCE 8                                                  | 12月03日 | いじめの正体                   | 剱持誠                     | 北川敬一   | 18.0%  |
| PRODUCE 9                                                  | 12月10日 | 別れても友達                   | ｰ                          | 佐久間紀佳 | 16.8%  |
| PRODUCE 10                                                 | 12月17日 | 青春アミーゴ                   | 剱持誠                     | 岩本仁志   | 18.2%  |
| 平均視聴率 16.9%（視聴率は関東地区・ビデオリサーチ社調べ） |          |                                |                            |            |        |

### ネット局
- 土曜21:00 - 21:54
  - 日本テレビ・札幌テレビ・青森放送・テレビ岩手・ミヤギテレビ・秋田放送・山形放送・福島中央テレビ・テレビ新潟・テレビ信州・山梨放送・静岡第一テレビ・北日本放送・テレビ金沢・福井放送・中京テレビ・よみうりテレビ・日本海テレビ・広島テレビ・山口放送・西日本放送・四国放送・南海放送・高知放送・福岡放送・長崎国際テレビ・くまもと県民テレビ・鹿児島讀賣テレビ
- 月曜14:05 - 15:00
  - テレビ大分（フジテレビ・日本テレビクロスネット）
- 火曜22:00 - 22:54
  - 沖縄テレビ（フジテレビ系列）
- 土曜16:00 - 16:54
  - 宮崎放送（TBS系列） ※3ヶ月遅れ

### 備考
- トップクレジットは亀梨であり、山下のクレジットには特別出演の表記があった。ただし、当時のスポーツ新聞では亀梨・山下のダブル主演と報じられ[14]、エンディングでも亀梨、山下が並列表記されている。そのような事情によりダブル主演と誤解されることがあるが、DVD版にもトップクレジットが亀梨和也、特別出演が山下智久という記載があり、あくまでも亀梨の単独主演である。
- 番組のオープニングとエンディングで登場するブタはピンクが修二で、緑が彰を表している。ピンクのブタの父親が飛行機で世界中に郵便を届ける職業という設定で、石造りの家の格納庫に複葉機がしまってあるのだという。
- 『ズームイン!!サタデー』では「ズムサタで野ブタ。をプロデュースをプロデュース」というコーナーで番組のPRを行っていた。その当時の『ズームイン!!サタデー』の司会者で日本テレビのアナウンサーの矢島学とサブ司会者の望月理恵は、後にゲストとして出演している。
- 番組内で登場する修二とまり子が食べる弁当と学生カバンは、『ズームイン!!SUPER』内の番組応援企画「野ブタ。をプロデュースをプロデュース」で公募したものである。
- ドラマのOAに際し、原作本には亀梨と山下の写真が載った帯が用いられたが、この写真やドラマの放送前PRのCMのセットは当該作品の前の『女王の教室』のものを使っている（黒板が一般の物と比べるとかなり明るいところなどからわかる。なお、この黒板は『女王の教室』で天海祐希が演じた阿久津真矢の黒い衣装にマッチするように通常の物よりも明るい緑となっている特別品である）。また、教室のセットも同作で用いられた物を改装して用いられている。
- ドラマ中に修二が発する「今日月火水木金、どぉー」や「バイバイセコー」は亀梨の発案によるものであり、彰のビートたけしのモノマネやラムちゃんの口癖のまねは山下の発案によるものであった。
- 東京海洋大学（旧東京商船大学）越中島キャンパスで大部分のロケが行われた。また、桐谷家があるマンションは同じクールのドラマ『危険なアネキ』の皆川勇太郎のマンションとしても使われていた。
- 脚本執筆、撮影ともにぎりぎりのスケジュールの中で行われた（脚本家・木皿泉愛用のワープロが壊れるなどのアクシデントがあった）。そのため、予告が放映されない回もあった。9月中旬に始まった撮影がクランクアップしたのは最終回の放映前日12月16日の朝4時15分で、クランクアップの模様はその16日朝、寝ずにそのまま『ズームイン!!SUPER』に参加した亀梨と山下を交え放映された。
- 堀北は番組終了後、第84回全国高等学校サッカー選手権大会（2005年末-2006年年明けに開催）のテレビ中継のイメージキャラクターを務め、その際にこの番組の衣装（制服姿）で登場している。また、選手たちのインタビューなどのBGMにはドラマで使用されていたBGMが使われた。
- 修二と彰が転校した学校の名前は「県立 網五高等学校」で、「網五」は「アミーゴ」を表している。
- 第1話の時点で柊瑠美の演じた役は「蒼井 かすみ」という名前ではなかった。これは第1話の出席確認のシーンで、蒼井が呼ばれた時返事をしたのが別の人物だったことからも確認できる。
- 当初、草野彰は「スマートに早口でバババッと明確にしゃべる優等生キャラ」という設定でリハーサル時も山下はそのように演技していた。本番の際に山下が思いつきで、真逆のわざとらしいチャラいキャラを演じたところ、制作陣の間で話し合いとなったが、「山下くんなりに強烈な思いがあってやっていることなんだ、と感じた」と受け止められ、草野はチャラいキャラに変更された。だが、これがウケたおかげで後に山下は河野Pから感謝された[15][16]。
- 2020年の再放送では60分の放送時間に収めるために各話約4分ほどカットされており、特に1話は元々90分だったものを60分に収めなくてはならず、河野Pは家でDVDをみながら構成を考え、それを元に河野Pと編集マンの2人で編集した[16]。

### 関連商品
書籍
- 「野ブタ。をプロデュース シナリオBOOK」（原作：白岩玄、脚本：木皿泉、日本テレビ放送網）ISBN 978-4820399568

DVD・Blu-ray
- 「野ブタ。をプロデュース DVD-BOX」（バップ）
  - Vol.1「第1話、第2話」収録、Vol.2「第3話、第4話」収録、Vol.3「第5話、第6話、第7話」収録、Vol.4「第8話、第9話、第10話」収録+特典ディスク(・野ブタ。をプロデュース撮影記録・制作発表用PV・PRスポット&「&日テレ」・プレゼント予告・小谷信子の「ランチタイム放送」フルver.・「私の好きなもの」フルver. ・「野ブタ。COME BACK!」フルver.・エンディングCGノンクレジットver.

- 「野ブタ。をプロデュース Blu-ray-BOX」2020年12月23日発売
  - 放送から15年目にして初のBlu-ray化となり、特典映像はDVD-BOXと同内容が収録される。また、オリジナルブックレットが新規製作され、脚本 木皿泉による書き下ろし原稿が収められる。

サウンドトラック
- 池頼広「野ブタ。をプロデュース オリジナル・サウンドトラック」（バップ）

### 関連番組
特記しない限り、本作品と同局（日本テレビ）のドラマ。
- 『神の雫』 - 2009年に同局（日本テレビ）にて、2023年にHuluにて制作されたドラマ作品。2009年版主演を亀梨が、2023年の主演を山下が演じた。
- 『35歳の高校生』 - 2013年のドラマ作品。本作品の存在を示唆する描写がある。
- 『怪盗 山猫』 - 2016年のドラマ作品。亀梨が主演をつとめ、第6話に、同クールで放送の『ヒガンバナ〜警視庁捜査七課〜』主演の堀北がゲスト出演し本作品の1シーンを再現した。両者ともドラマでの共演はこの作品以来、10年ぶりとなった[20]。
- 『ボク、運命の人です。』 - 2017年放送のドラマ作品。亀梨と山下が、12年ぶりの再共演、テーマ曲を「亀と山P」のユニット名で歌っている。

| 日本テレビ系 土曜ドラマ               | 日本テレビ系 土曜ドラマ                              | 日本テレビ系 土曜ドラマ              |
| 前番組                                | 番組名                                               | 次番組                               |
| ------------------------------------- | ---------------------------------------------------- | ------------------------------------ |
| 女王の教室 （2005年7月2日 - 9月17日） | 野ブタ。をプロデュース （2005年10月15日 - 12月17日） | 喰いタン （2006年1月14日 - 3月11日） |